# Мотизуки, Котоми
Кото́ми Мотизу́ки (; род. 1 июля 1992) — японская кёрлингистка.
В составе женской сборной Японии участница зимней Универсиады 2015.

## Достижения
- Тихоокеанско-Азиатский чемпионат по кёрлингу среди юниоров: бронза (2014).

## Команды
| Сезон   | Четвёртый  | Третий           | Второй        | Первый     | Запасной        | Тренер           | Турниры           |
| ------- | ---------- | ---------------- | ------------- | ---------- | --------------- | ---------------- | ----------------- |
| 2013—14 | Маю Минами | Мидзуки Китагути | Маю Нацуизака | Мари Икава | Котоми Мотизуки | Kazumi Takeshima | ТАЧЮ 2014         |
| 2014—15 | Маю Минами | Мидзуки Китагути | Маю Нацуизака | Мари Икава | Котоми Мотизуки | Sakurako Terada  | ЗУ 2015 (9 место) |

(скипы выделены полужирным шрифтом)